# Église Saint-Pierre de Crépy
Pour les articles homonymes, voir Église Saint-Pierre.
L'église Saint-Pierre est une église catholique située à Crépy, en France.

## Localisation
L'église est située dans le département français de l'Aisne, sur la commune de Crépy.
L’église Saint-Pierre et son presbytère :
Au XIIIe siècle, Crépy comptait deux paroisses et deux prêtres desservant chacun une église, celle de Saint-Pierre et celle de Notre-Dame. La construction de l'église Saint-Pierre est datée du XIIe siècle,
Sa nef se compose de 4 travées portées par des piliers cruciformes, la voûte de la nef et les bas-côtés sont datés du XVIIe siècle.         
Chacune de ces deux églises avaient leur cimetière dans leur environnement proche. Ce qui n’est plus le cas aujourd’hui.
Le deuxième complémentaire an VI (18 septembre 1798), l’église Saint-Pierre est désignée pour être le siège du Temple de la Fraternité ou Temple décadaire pour les fêtes et les cérémonies (mariages) du canton.
Le 13 novembre 1802 (22 brumaire an XI), l’évêque de Soissons ordonne que la ville de Crépy ne forme désormais qu’une seule succursale sous l’autorité d’un desservant en chef. Le presbytère Notre-Dame sera vendu à un particulier le 13 décembre 1808. 
En 1992, vu la diminution du nombre de prêtres disponibles sur le diocèse de Soissons, l’évêque répartit la responsabilité des paroisses de Laon entre les cinq prêtres responsables de cette ville en leur attribuant également la charge pastorale d'un certain nombre de communes rurales aux alentours. Le presbytère de Saint-Pierre, propriété de la commune, étant devenu libre est loué à des particuliers.

## Historique
L'édifice est classé au titre des monuments historiques en 1921.